# WJRT-TV
WJRT-TV est une station de télévision américaine ayant une autorisation pour la zone de couverture de Flint, Saginaw et Bay City au Michigan. Elle est détenue par SJL Broadcasting et affiliée à American Broadcasting Company. Les studios sont situés à Flint sur Lapeer Road et l'émetteur est situé près de Chesaning au Michigan.
Elle est l'une des rares stations, peut-être la seule, à n'avoir jamais changé d'affiliation depuis sa création.

## Historique
La société Goodwill Station, fondée par George Richards et propriétaire de la station de radio WJR à Détroit ainsi que des Lions de Détroit, dépose un dossier pour le canal de télévision 12 à Détroit et gagne la licence devant Trebit Corp (propriétaire de la radio WFDF-AM) et W.S. Butterfield Theatres. La radio WJR doit son nom à son premier propriétaire, la Jewett Radio & Phonograph Co. fondée en 1925 par rachat de la radio WCX (créée en 1922) au journal Detroit Free Press.
Goodwill cherche à installer un émetteur près de Clarkston à Independence Township dans le Comté d'Oakland mais n'obtient aucun accord et doit l'installer près de Chesaning au Michigan. En 1958, Goodwill récupère les studios et bureaux de la chaîne WTAC-TV fermée en 1954 après une année d'activité. Le 12 octobre 1958, WJRT-TV commence à transmettre les programmes d'American Broadcasting Company comme chaîne affiliée.
Le 10 septembre 1964, Capital Cities Broadcasting rachète la société Goodwill Station et récupère WJRT-TV, WSAZ-TV et WJR-AM. Mais en raison des réglementations de la Federal Communications Commission (FCC), WJRT-TV est revendue à Poole Broadcasting, société fondée par John Poole, ancien actionnaire de Capital Cities.
En 1967, WJRT-TV devient la première chaîne de la zone de Détroit à émettre en couleur
En avril 1978, Knight Ridder rachète Poole Broadcasting dont WJRT-TV, WPRI-TV à Providence (Rhode Island) et WTEN à Albany (New York). Knight Ridder signe un contrat d'affiliation exclusif avec ABC pour toutes ses stations mais WJRT-TV avait déjà cette affiliation.
En 1986, Capital Cities Communications fusionne avec American Broadcasting Company mais WJRT-TV ne faisant plus partie de Capital Cities depuis 1964, WJRT-TV reste une chaîne affiliée.
En 1989, Knight Ridder revend la station à SJL Broadcast Management, suite une campagne de revente une par une de ses stations.
Jusqu'en 1990, WJRT-TV était la chaîne affiliée à ABC pour la zone de Lansing (Michigan) quand la chaîne WLAJ a commencé à émettre.
En 1994, la société New World Communications signe un accord d'affiliation avec la Fox Broadcasting Company pour toutes ses stations. Une des conséquences est que la chaîne WJBK-TV de Détroit, alors affiliée à CBS passe chez la Fox. CBS demande alors à E. W. Scripps Company propriétaire de la chaîne WXYZ-TV affiliée à ABC si elle veut passer chez CBS. E.W. Scripps menace ABC d'affilier WXYZ-TV à CBS si ABC n'accorde pas des affiliations pour quatre de ses stations. Pour résoudre ce problème, ABC prend contact avec SJL Broadcast Management pour acheter WTVG et WJRT-TV, deux stations qui desservent la région de Détroit.
Le 29 août 1995, ABC rachète WJRT-TV à SJL Broadcast Management et WJRT-TV devient l'une des chaînes détenue et exploitée.
Le 9 février 1996, The Walt Disney Company finalise son rachat de Capital Cities/ABC et rebaptise sa nouvelle filiale ABC Inc.
Le 3 novembre 2010, la presse annonce qu'ABC accepte de vendre les chaînes WJRT-TV à Flint et WTVG à Toledo, à leur ancien propriétaire Lilly Broadcasting (sous le nom SJL Broadcasting).
WJRT-TV change officiellement de propriétaire le 1er avril 2011 pour SJL Broadcasting, conservant son affiliation à ABC.

## Télévision numérique
Le signal numérique de la chaine est un multiplexe :
| Chaîne | Image | Ratio | Programmation                             |
| ------ | ----- | ----- | ----------------------------------------- |
| 12.1   | 720p  | 16:9  | Programmation principale WJRT-TV / ABC HD |
| 12.2   | 480i  | 4:3   | Live Well Network                         |
| 12.3   | 480i  | 4:3   | météo locale et Local AccuWeather Channel |

### Passage de l'analogique au numérique
WJRT-TV avait de manière transitoire émis sur le canal 36 mais est revenu au canal 12 le 12 juin 2009 à midi dans le cadre de l'arrêt de la télévision analogique aux États-Unis. Mais en raison d'un problème de réception sur le canal 12, WJRT a demandé le 14 octobre 2009 à la FCC une autorisation pour émettre non plus en 18,2 kW mais en 30 kW. Elle a été accordée le 21 avril 2010.